# Песчанка (растение)
Песча́нка (лат. Arenária) — род травянистых цветковых растений семейства Гвоздичные (Caryophyllaceae).

## Название
Название рода дано по местообитанию растений и происходит от субстантивированной формы прилагательного женского рода к лат. arenárius — песчаный.

## Ботаническое описание
Многолетние, двулетние или, реже, однолетние травянистые растения высотой от 3 до 30 см, без ползучих подземных побегов.
Листья без прилистников, широкообратноланцетные, яйцевидные или эллиптические 2,5-16 мм длиной.
Цветки обоеполые, белые, пятимерные, 4—8 мм в диаметре, собранные в более или менее разветвлённые дихазиальные соцветия, реже одиночные на верхушках ветвей или в пазухах листьев.
Лепестки цельные или чуть выемчатые, длиннее или короче чашечки.
Тычинок 10 (8), столбиков 3.
Чашелистиков 5, свободных, ланцетных или ланцетно-яйцевидных, 2,5—4,5 мм длиной.
Завязь одногнездная, с многочисленными семязачатками и (2) 3 (4) стилодиями.
Плоды — многосемянные коробочки, с вскрывающимися (4) 6 (8) зубцами.
Семена 0,3-0,5 мм в диаметре, бугорчатые без придатков.

## Географическое распространение
Род содержит более 270 видов, распространённых преимущественно в холодных и умеренно тёплых районах Северного полушария. В тропическом поясе встречается лишь в горных районах, как правило, на больших высотах.
Районы наибольшего видового богатства песчанок — Передняя и Центральная Азия; значительное число видов встречается в Восточной Сибири.
Во флоре России около 10 видов, в среднерусском регионе — 6.

## Классификация

### Таксономия
Arenaria L., 1753, Sp. Pl.: 423
Род Песчанка относится к семейству Гвоздичные (Caryophyllaceae) порядка Гвоздичноцветные (Caryophyllales). Кладограмма в соответствии с Системой APG IV по состоянию на декабрь 2023 года:
|  |                                      |  |                                   |                                   |                      |  | ещё 40 семейств |              |              |                                                              |
|  |                                      |  |                                   |                                   |                      |  |                 |              |              | 272 подтвержденных вида и 217 видов, ожидающих подтверждения |
|  |                                      |  |                                   | порядок Гвоздичноцветные          |                      |  |                 |              | род Песчанка |                                                              |
|  |                                      |  |                                   | порядок Гвоздичноцветные          |                      |  |                 |              | род Песчанка |                                                              |
|  | отдел Цветковые, или Покрытосеменные |  |                                   |                                   | семейство Гвоздичные |  |                 |              |              |                                                              |
|  | отдел Цветковые, или Покрытосеменные |  |                                   |                                   |                      |  |                 |              |              |                                                              |
|  |                                      |  | ещё 63 порядка цветковых растений | ещё 63 порядка цветковых растений |                      |  |                 | еще 97 родов | еще 97 родов |                                                              |
|  |                                      |  |                                   | ещё 63 порядка цветковых растений |                      |  |                 |              | еще 97 родов |                                                              |

## Виды
По информации базы данных The Plant List (2013), род включает 272 вида.
Типовой вид рода: Arenaria serpyllifolia L. typus — Песчанка тимьянолистная. Растение широко распространено в районах Европы и Западной Азии с умеренным климатом.
Указанные в справочниках виды песчанки, встречающиеся в средней полосе европейской части России, большей частью сейчас относятся к роду Пустынница (Eremogone):
- Arenaria koriniana Fisch. ex Fenzl — Песчанка Корина. Растёт по щебнистым склонам. В базе данных The Plant List название Arenaria koriniana Fisch. ex Fenzl считается синонимом правильного названия Eremogone procera (Spreng.) Rchb.[9]
- Arenaria longifolia Bieb. — Песчанка длиннолистная. Распространена в степях, остепенённых лугах в областях чернозёмной полосы; севернее — заносное растение, вдоль железных дорог. В базе данных The Plant List название Arenaria longifolia Bieb. считается синонимом правильного названия Eremogone longifolia (M.Bieb.) Fenzl[10]
- Arenaria micradenia P.Smirnov — Песчанка мелкожелезистая. Растёт по степям, опушкам, дубравам, преимущественно в областях чернозёмной полосы. В базе данных The Plant List название Arenaria micradenia P.Smirnov считается синонимом правильного названия Eremogone procera (Spreng.) Rchb.[11]
- Arenaria procera Spreng. — Песчанка высокая. Растёт в степях, на каменистых склонах в областях чернозёмной полосы. В базе данных The Plant List название Arenaria procera Spreng. считается синонимом правильного названия Eremogone procera (Spreng.) Rchb.[12]
- Arenaria saxatilis L. — Песчанка скальная, или Песчанка узколистная. Встречается в остепенённых борах, песках, степях. В базе данных The Plant List название Arenaria saxatilis L. считается синонимом правильного названия Eremogone saxatilis (L.) Ikonn.[13]
- Arenaria uralensis Pall. ex Spreng. — Песчанка уральская. Встречается во всех областях средней полосы России на песчаных почвах. В базе данных The Plant List название Arenaria uralensis Pall. ex Spreng. считается синонимом правильного названия Arenaria serpyllifolia subsp. leptoclados (Rchb.) Nyman[14]